# Saint-Erblon (Ille-et-Vilaine)
Saint-Erblon (bret. Sant-Ervlon-an-Dezerzh) – miejscowość i gmina we Francji, w regionie Bretania, w departamencie Ille-et-Vilaine. Nazwa miejscowości pochodzi od imienia św. Hermelanda (imię to występowało także m.in. w wariantach Ermeland, Herland, Herbland, Erblain, Arbland).
Według danych na rok 1990 gminę zamieszkiwało 1708 osób, a gęstość zaludnienia wynosiła 156 osób/km² (wśród 1269 gmin Bretanii Saint-Erblon plasuje się na 368. miejscu pod względem liczby ludności, natomiast pod względem powierzchni na miejscu 807.).